# Gruppe 1922
Die Gruppe 1922 war eine Künstlergruppe innerhalb des Künstlerbundes Schlesien. Sie wurde 1922 gegründet und bestand mindestens zehn Jahre.
Zu ihren Mitgliedern zählten Studenten und Lehrer der Breslauer Akademie für Kunst und Kunstgewerbe: Isidor Aschheim, Willy Braun, Paul Dobers, Paul Feg(e)ler, Paula Grünfeld, Julius Haberfeld, Karl Hanusch, Ludwig Peter Kowalski, Paquita Kowalski-Tannert (* 1890- ‭✝ 1968), Thomas Myrtek, Georg Nerlich, Max Odoy, Konrad Scheu, Hans Zimbal.
Die Künstler „stellten kein starres Programm auf, nach dem sie arbeiten und beurteilt sein wollten. Aber sie verbanden bewusst inneres Erlebnis mit Naturalismus. Nur gelegentlich greift einmal eine expressionistische Geste herein. Zur Herrscherin wird solche niemals. Und eben darum blieb den Breslauern ruhige Anerkennung und Bestand auch in der Folgezeit. Ihre Lehrer gehörten zur „Brücke“ oder standen dieser nahe. Ihr Vertrauensmann war Professor Hanusch, der ja damals in Breslau lehrte. Die sichere Zeichnung, die feine Art, das Schöne im Unscheinbaren oder auch im Gewoge des Lauten und gelegentlich Aufdringlichen zu erkennen und festzuhalten, geht noch heute durch die Werke der Gruppe“.

## Ausstellungen
- 1922 Ausstellung, zusammen mit dem Künstlerbund Schlesien (Katalog, Auflage 50 Stück)
- 1925 Ausstellung Das moderne Aquarell, zusammen mit Arbeiten von Otto Mueller, Konrad von Kardorff, Oskar Moll und Johannes Molzahn
- 1929 Ausstellung, zusammen mit dem Künstlerbund Schlesien
- 1932 Ausstellung, in der Künstlerhalle am Christopheriplatz (Katalog, Plakat)